# Ernests Gulbis
Ernests Gulbis, född 30 augusti 1988 i Riga, Sovjetunionen, är en professionell tennisspelare från Lettland.

## Karriär
Ernests Gulbis blev professionell tennisspelare 2004 och började spela regelbundet på ATP-touren 2007. Gulbis genombrott kom i Franska Öppna 2008, där han tog sig till kvartsfinal och blev stoppad av Novak Đoković.
Gulbis nådde semifinal i Franska Öppna. 2014 där han åter föll mot Novak Đoković. Hans bästa resultat i Wimbledon är fjärde omgången 2018. Totalt har han vunnit sex singeltitlar på ATP-touren. 